# Райхсбрюке
Райхсбрюке (нем. Reichsbrücke, Имперский мост) — совмещённый метромост через Дунай, Донауинзель и Новый Дунай в Вене. Соединяет 2-й район Вены, Леопольдштадт, с 22-м районом Донауштадт. Один из самых известных венских мостов.

## Расположение
Соединяет Мексикоплац с Ваграмер-штрассе (нем. Wagramer Strasse).
Выше по течению находятся мост Бригиттенауэр (через Дунай) и мост Понте Каграна (через канал Новый Дунай), ниже — мост Донауштадт (через Дунай) и мост Кайзермюлен (через канал Новый Дунай).

## История
Первый мост на месте нынешнего Райхсбрюке был построен в 1872—1876 годах и назывался мостом кронпринца Рудольфа. Это произошло ещё до регулирования русла Дуная в Вене. Через саму реку проходил мост из стальных ферм, а над заливными лугами по обоим берегам Дуная проходили арочные секции. В 1919 году, когда Австрия стала республикой, мост был переименован в Райхсбрюке.
В качестве меры по снижению безработицы во времена Великой депрессии 1930-х годов, на том же месте было решено возвести висячий мост. Инженерной стороной дела заведовали архитекторы Зигфрид Тайс и Ганс Якш, а художественной — Клеменс Хольцмайстер. 
Строительство началось 26 февраля 1934 года. В работах участвовали только австрийские компании. Старый мост был сдвинут вниз по течению на 26 м (менее чем за 7 часов), так что новая стройка могла проходить на том же месте и не мешала движению. 
Строительство висячего моста предполагалось выполнить с дополнительным анкерованием цепей в массивах береговых устоях. Когда заложение этих массивов было закончено и производилась установка балок жесткости, в рабочих камерах были выполнены исследования грунта, которые показали, что пласт глины коричневого цвета не способен принять огромные горизонтальные усилия. По предложению инженера К. Терцаги было принято решение заанкеровать цепи в балку жесткости. Это потребовало значительного усиления балок жесткости, вызвало дополнительные расходы и удлинило строительство на один год.   
В июне 1936 года в опору строящегося моста врезался пассажирский пароход «Вена» Первого Дунайского пароходства. После столкновения корабль сразу затонул, погибло 6 человек.
Торжественное открытие моста состоялось 10 октября 1937 года в присутствии федерального президента Вильгельма Микласа, канцлера Курта Шушнига, кардинала Теодора Иннитцера, вице-мэра Вены Фрица Лара и министра торговли Вильгельма Таухера.
Общая стоимость работ составила 24 млн. шиллингов. На мосту располагались четыре полосы автомобильной дороги, две трамвайные колеи и по пешеходной дорожке на каждой стороне.
Во время Второй мировой войны Райхсбрюке был единственным венским мостом через Дунай, который не получил значительных повреждений. Советские войска, освобождавшие город, высадили десант на Имперский мост и предотвратили его подрыв отступавшими частями вермахта. В результате, мост был переименован в мост Красной Армии (Brücke der Roten Armee). Между 1948 и 1952 годами он был реконструирован.

### Обрушение

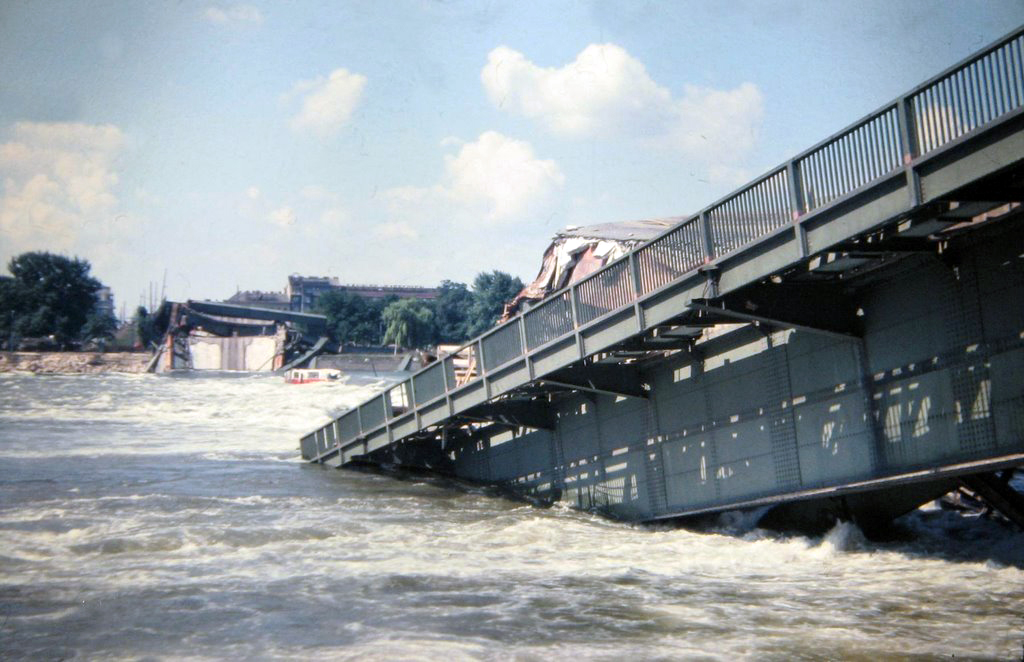
Обрушившийся в 1976 году мост

В воскресенье 1 августа 1976 года, незадолго до 5 часов ночи мост рухнул, убив одного человека. При обрушении мост уничтожил один грузовик и повредил несколько кораблей. Судоходство было перенаправлено через Донауканал; были спешно возведены два временных моста для автомобильного и трамвайного движения, которые и использовались в течение следующих четырёх лет.
Для проектирования и строительства нового моста был организован международный тендер, который выиграл проект «Иоганн Нестрой», названный в честь австрийского драматурга и актёра XIX века. Строительство началось в 1978 году, а новый мост был открыт 8 ноября 1980 года. Через два года, 3 сентября 1982 года, после продолжительного тестирования, по Райхсбрюке начали ходить поезда первой линии Венского метрополитена.

## Конструкция
Мост имеет длину 865 м. Схема разбивки на пролеты: 83 + 169 + 150 + 60 + 59 + 61 + 76 + 75 + 65 + 54 м. Неодинаковые величины пролетов вызваны соответствующим расположением опор старого моста, а также расположением транспортных путей на обоих берегах Дуная. Пролётное строение, перекрывающее два главных речных пролета длиной 169 и 150 м, — неразрезное балочное, из предварительно напряженного железобетона. В поперечном сечении пролётного строения две коробки шириной по 6,95 м каждая. Просвет между коробками величиной 3,1 м используется для городских коммуникаций.
Мост предназначен для движения автотранспорта, поездов метро, велосипедистов и пешеходов. Движение автомобилей осуществляется поверху, по плите проезжей части на специальных консолях с наружных сторон коробчатых балок. На мосту в уровне проезжей части предусмотрено шесть полос движения, разделительная полоса шириной 1 м и два служебных тротуара шириной по 1 м. Линия метрополитена располагается внутри коробок пролётного строения. Тротуары и велосипедные дорожки расположены по бокам моста на нижнем ярусе.